# System (folyóirat)
A System egy recenzált tudományos folyóirat, amely az oktatási technológia és az alkalmazott nyelvészet területén jelentet meg tudományos publikációkat. A folyóiratot 1973-ban alapították, és az Elsevier adja ki. A főszerkesztők: Xuesong Gao (Új-Dél-Wales Egyetem), Marta González-Lloret (manoai Hawaii Egyetem), Mairin Hennebry (Hongkongi Egyetem), Jim McKinley (a Londoni Egyetem UCL Oktatási Intézete) és Lawrence Jun Zhang (Aucklandi Egyetem). 2013-ig a System évente négy kiadványt, 2014-ben hat és 2015 óta évente nyolc kiadványt tett közzé. 

## Hatás
A Journal Citation Reports szerint 2018-ban a folyóirat hatásfoka 1,930 volt, a 23. helyen végzett 184 folyóirat közül „nyelvészet” kategóriában és 73. helyen végzett 243 folyóirat közül „oktatás és oktatáskutató” kategóriában.

## Korábbi szerkesztők
- Lluïsa Astruc
- James A. Coleman
- Norman Davies (alapító szerkesztő 1973-2010)
- Regine Hampel
- Sarah Mercer
- Ursula Stickler
- Robert Vanderplank
- Liang Wang

## Fordítás
Ez a szócikk részben vagy egészben  a   System (journal) című angol Wikipédia-szócikk ezen változatának fordításán alapul.  Az eredeti cikk szerkesztőit annak laptörténete sorolja fel. Ez a jelzés csupán a megfogalmazás eredetét és a szerzői jogokat jelzi, nem szolgál a cikkben szereplő információk forrásmegjelöléseként.